# Teatro Nacional Chileno
El Teatro Nacional Chileno (TNCh), anteriormente Teatro Experimental, es una compañía de teatro chilena adscrita a la Facultad de Artes de la Universidad de Chile. 
Desde su creación en 1941 por Pedro de la Barra, la compañía ha acogido cientos de montajes que han dado cuenta del desarrollo histórico e importancia de creaciones escénicas realizadas por los más destacados dramaturgos, directores, actores y diseñadores de la escena nacional.
La compañía de teatro funciona desde 1954 en la Sala Antonio Varas, perteneciente a la Casa matriz del Banco Estado de Chile, cuya edificación tiene categoría de «Inmueble de Conservación Histórica».
Se emplaza en la intersección de la Avenida Libertador General Bernardo O'Higgins con calle Morandé, a un costado de la Plaza de la Ciudadanía, fachada sur del Palacio de La Moneda.   

## Historia

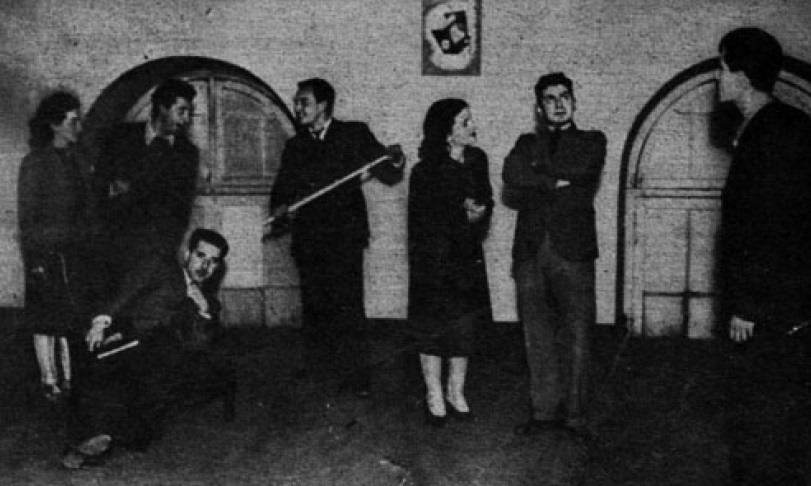
Estudiantes del Teatro Experimental en un ensayo, dirigidos por Pedro de la Barra (1941).

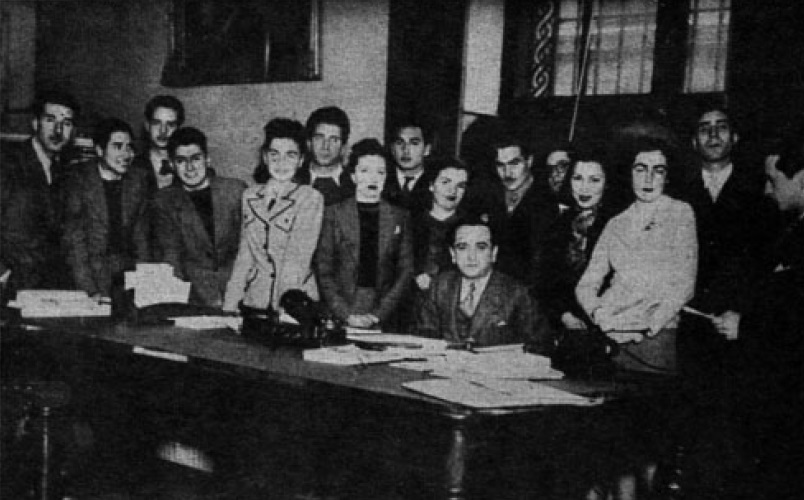
Estudiantes del Teatro Experimental junto al entonces rector de la Universidad de Chile Juvenal Hernandez (1941).

El Teatro Nacional fue fundado el 22 de junio de 1941 bajo el nombre de Teatro Experimental, cuando Pedro de la Barra plasma la idea nacida en marzo de ese año de crear un teatro de arte. De la Barra reúne a estudiantes del Instituto Pedagógico y estrena ese día, en el Teatro Imperio, dos obras breves: La guarda cuidadosa de Miguel de Cervantes y el esperpento Ligazón, de Ramón del Valle Inclán. Este organismo provenía del Centro de Arte Dramático del Instituto Pedagógico (CADIP), fundado en 1934 por De la Barra junto a José Ricardo Morales, Domingo Piga, Roberto Parada, María Maluenda, Bélgica Castro, Coca Melnick, Domingo Tessier, Pedro Orthous, Rubén Sotoconil, María Cánepa, Jorge Lillo, entre otros.
El grupo que conformó el Teatro Experimental declaró cuatro objetivos: La instauración de una Escuela de Teatro, el incentivo a la dramaturgia nacional, la creación de un nuevo público y la puesta en escena de obras clásicas y contemporáneas universales. Los primeros ensayos de la agrupación se realizaron en la sala 13, ubicada atrás del Salón de Honor de la Casa Central. A pesar de su nombre y origen, contribuyó a profesionalizar la carrera de actor en Chile. 
El Consejo Directivo del Teatro Experimental encabezado por Pedro De la Barra, lograron en 1943 dar vida a la Academia Teatral, germen de la futura Escuela Universitaria de Teatro. Luego, el 14 de julio de 1948, el Consejo Directivo del Teatro Experimental le otorgó a Agustín Siré la formalización de la Escuela de Teatro al obtener la aprobación del Consejo Superior de la Universidad de Chile. 
La Escuela inició sus actividades docentes en abril de 1949 en la Casa Central de la Universidad con Siré como director académico y docente hasta 1959. Paralelamente, el Teatro Experimental de la universidad continuó bajo la dirección artística de Pedro de la Barra hasta su renuncia en 1957. 
El 10 de noviembre de 1954 el Teatro Experimental estrenó "Noche de Reyes" de Shakespeare-León Felipe, dirigida por Pedro Orthous en la Sala Antonio Varas, la que se convirtió en su sede definitiva. Siré y Orthous se transformaron en unos de los directores más destacados de la compañía del Teatro Experimental y responsables de la formación de importantes artistas a través de su docencia universitaria.
En 1959 la compañía Teatro Experimental (compañía y escuela) se fusiona con el Departamento de Teatro Nacional y se transformó en Instituto de Teatro de la Universidad de Chile (ITUCH) a cargo de Agustín Siré, hasta su renuncia en 1969. El ITUCH creó el Centro de Investigaciones del Teatro Chileno, impulsó la realización de Festivales Nacionales de Teatro Independiente y Aficionados- Paralelamente se fomentó la actividad teatral en la sala Antonio Varas a través de  frecuentes giras al norte y sur del país.
A partir de la reforma universitaria de la Universidad de Chile de 1969, el ITUCH pasó a denominarse, Departamento de Teatro de la Universidad de Chile (DETUCH), este último dirigido por una mujer (Marés González), por primera vez en su historia.
Tras el golpe de Estado de 1973, encabezado por el general Augusto Pinochet en contra del gobierno del socialista Salvador Allende, se cierra el DETUCH y se desmantela la compañía ITUCH. Muchos de sus integrantes fueron expulsados y sufrieron la persecución de la dictadura militar; algunos partieron al exilio, mientras que otros comenzaron a trabajar por mantener compañías de teatro independientes.
En marzo de 1974 fue creado el Departamento de Artes de la Representación (DAR), que tuvo a su cargo la enseñanza, la investigación, la extensión y la creación artística del medio teatral. A partir del regreso a la democracia, bajo el gobierno del presidente Patricio Aylwin, se abolió el DAR y regresó el DETUCH hasta la actualidad. 
El Teatro Nacional Chileno sigue siendo organismo dependiente de la Facultad de Artes de la Universidad de Chile, desarrollando sus actividades en la Sala Antonio Varas, en pleno centro de Santiago.

## Funcionamiento
En 1941 Pedro de la Barra funda y asume la dirección artística del Teatro Experimental de la Universidad de Chile, cargo que ostentó hasta su renuncia en 1957. En 1949 Agustín Siré funda y asume la dirección de la Escuela de Teatro, hasta su ascenso 1957. Ante la renuncia de De la Barra, la compañía de teatro se reestructura formando el Instituto de Teatro (ITUCH), con la dirección de Siré, cargo que ocupó hasta 1970. Mientras que más abajo, Domingo Piga asumió como director de la Escuela de Teatro en reemplazo de Siré, cargo que ostentó hasta 1970. Luego de la Reforma Universitaria de 1969, el ITUCH y la escuela se unifican en el Departamento de Teatro (DETUCH), hasta 1973. 
En 1974 se genera una reestructuración interna por órdenes políticas y se funda el Departamento de Artes de la Representación (DAAR), dirigido por Fernando Debesa. Mientras que el ITUCH se transforma en la Compañía Nacional de Teatro, a cargo de Domingo Tessier y luego por Hernán Letelier, Patricio Campos y nuevamente Tessier. En este período, la compañía de teatro se desprende del Departamento de Teatro y comienza a funcionar como organismo dependiente de la Facultad de Artes de la Universidad de Chile. En 1990, el DAAR recupera el nombre DETUCH bajo la dirección de Abel Carrizo, y la compañía se denomina Teatro Nacional Chileno, a cargo de Sergio Aguirre. 

### Etapas
1. Teatro Experimental (TEUCH, 1941-1957). Director: Pedro de la Barra 
  - Escuela de Teatro. Director: Agustín Siré
2. Instituto de Teatro (ITUCH, 1957-1970). Director: Agustín Siré 
  - Escuela de Teatro. Director: Domingo Piga
3. Departamento de Teatro (DETUCH, 1970-1973). Director: Marés González  
  - Instituto de Teatro (ITUCH). Director: Sergio Aguirre
4. Departamento de Artes de la Representación (DAR, 1974-1989). Director: Fernando Debesa
  - Compañía Nacional de Teatro (CNTCH). Director: Hernán Letelier
5. Departamento de Teatro (DETUCH, 1990-presente). Director: Abel Carrizo
  - Teatro Nacional Chileno (TNCH). Director: Sergio Aguirre

## Infraestructura

### Sala Antonio Varas
El edificio de la Casa matriz del Banco del Estado de Chile fue diseñado por el arquitecto Héctor Mardones Restat, que entre sus salones, oficinas y galerías, reservó un espacio para un auditorio de 460 butacas, repartidas en plateas altas y bajas. La edificación se ubica en la Alameda, entre las calles Bandera y Morandé, en pleno centro de Santiago: hacia el poniente están el Palacio de La Moneda y la actual Plaza de la Ciudadanía; al oriente, el Club de la Unión. Desde 2007, el edificio tiene la categoría de «Inmueble de Conservación Histórica».
Su apertura en 1953, inicialmente iba a ser arrendado a las activas compañías cinematográficas de la época y se llamaría Gran Cine Persa. Por eso, en su acceso principal permanece hasta hoy un mural con motivos orientales, que fue creado por una dupla: el artista y arquitecto Ernesto Barreda y el pintor y escultor Luis Meléndez Ortiz. Sin embargo, acabó convirtiéndose en un espacio esencial para el teatro chileno, por gestiones de Pedro de la Barra, uno de los fundadores del precursor Teatro Experimental, quien se reunió personalmente con el Presidente de la República Carlos Ibáñez del Campo para que el banco les arrendara la sala en el entonces moderno edificio.
El nombre de la sala teatro sería Antonio Varas, como se mantiene hasta hoy, en homenaje al abogado y político Antonio Varas de la Barra, por ser el fundador de la Caja Nacional de Ahorros, antecedente del Banco del Estado.
En 1954 el Teatro Experimental inauguró la Sala Antonio Varas, con el estreno de la adaptación de la obra Noche de Reyes, de William Shakespeare y León Felipe, dirigida por Pedro Orthous, con la asistencia del entonces Presidente Carlos Ibáñez del Campo. 

## Fundadores
El grupo fundador estaba compuesto por treinta y cinco actores y actrices:
| - Eloísa Alarcón - Chela Álvarez (1923–2011) - José Angulo - María Cánepa (1921–2006) - Bélgica Castro (1921–2020) - Abelardo Clariana (1920–2020) - Pedro de la Barra (1912–1977) - Héctor del Campo (–2002) - Santiago del Campo | - Edmundo de la Parra (1913–1995) - Gustavo Erazo - Fanny Fischer (1922–2008) - Enrique Gajardo - Héctor González (1920–2016) - Kerry Keller (1919–2016) - Hilda Larrondo - Luis Humberto Leiva - Jorge Lillo (1922–1975) | - María Maluenda (1920–2011) - Coca Melnick (1922–2014) - Moisés Miranda - Alfonso Miró - José Ricardo Morales (1915–2016) - Inés Navarrete - Óscar Navarro - Flora Núñez - Pedro Orthous (1917–1974) | - Óscar Oyarzo - Roberto Parada (1909–1986) - Domingo Piga (1920–2010) - Oreste Plath (1907–1996) - Héctor Rogers - Agustín Siré (1908–1986) - Rubén Sotoconil (1916–2002) - Domingo Tessier (1918–2014) - Aminta Torres |

## Autoridad y directivos

### Decanato Facultad de Artes UChile
- 1972-1973: José Balmes Parramón
- 1983-1986: Fernando Cuadra Pinto
- 1986-1989: Luis Merino Montero
- 2003-2006: Pablo Oyarzún Robles
- 2006-2010: Pablo Oyarzún Robles
- 2010-2014: Clara Luz Cárdenas Squella
- 2014-2018: Clara Luz Cárdenas Squella
- 2018-2019: Luis Orlandini Robert
- 2020-presente: Fernando Carrasco Pantoja

### Dirección Departamento de Teatro UChile (DETUCH)
- 1949-1957: Agustín Siré Sinobas
- 1957-1970: Domingo Piga Torres
- 1970-1973: Marés González Castro
- 1974-1975: Fernando Debesa Marín
- 1976-1978: Fernando Cuadra Pinto
- 1990-1994: Abel Carrizo Muñoz
- 1994-1997: Abel Carrizo Muñoz
- 2008-2010: José Pineda Devia
- 2010-2012: Abel Carrizo Muñoz
- 2013-2022: Igor Pacheco Blanco
- 2023-presente. Annie Murath Carrasco

### Dirección Teatro Nacional (TNCH)
- 1941-1957: Pedro de la Barra García
- 1957-1970: Agustín Siré Sinobas
- 1970-1973: Sergio Aguirre Geisse
- 1974-1975: Domingo Tessier
- 1975-1983: Hernán Letelier Villalobos
- 1983-1984: Patricio Campos
- 1984-1985: Domingo Tessier
- 1985-1986: Ramberto Latorre Vásquez
- 1986-1988: José Pineda Devia
- 1988-1990: Juan Pablo Donoso
- 1990-1997: Sergio Aguirre Geisse
- 1997-2001: Fernando González Mardones
- 2001-2017: Raúl Osorio Pérez
- 2017-2019: Ramón Griffero Sánchez
- 2020-presente: Cristian Keim Palma

## Premios Nacionales
- Pedro de la Barra (1952)
- Agustín Siré (1972)
- Pedro Mortheiru (1978)
- Fernando Debesa (1981)
- Bélgica Castro (1995)
- María Cánepa (1999)
- Marés González (2003)
- Fernando González Mardones (2005)
- Gustavo Meza (2007)
- Alejandro Sieveking (2017)
- Joan Jara (2021)